# Okcitánok
Okcitánok (okcitánul los occitans), újlatin nyelvű népcsoport a Földközi-tenger északnyugati részén. Főként Franciaország déli részén élnek, de az ezzel határos területeken a szomszédos országokban is, Spanyolország északkeleti és Olaszország északnyugati részén. E területeket együtt Okcitánia néven emlegetik.
A zónának saját okcitán kultúrája van és saját nyelvüket beszélik, egyes források szerint 500 000-en, mások szerint 2 000 000-an a régió 15 000 000 lakosából. Nagy többségük francia, a többiek pedig spanyol, olasz és monacói állampolgárok. A történelmi Katalónia két északi tartománya okcitán kultúrájú: Val d’Aran Spanyolországban és Fenolleda Franciaországban.

## Népesség
Az összesen 15 000 000 okcitán a következőképpen oszlik meg: 12 164 938 Franciaországban, 10 194 az Aran-völgyében, Spanyolországban és 264 000 az okcitán völgyekben Olaszországban. Monacóból nincs hivatalos adat, de különböző források szerint az okcitán nyelvűek száma 5000 – 32 000 lehet.
Az utóbbi három évtizedben a körzetet a fiatalok kivándorlása jellemezte, aminek a fő oka a munkalehetőségek hiánya ebben a főleg mezőgazdasági zónában. A bevándorlók főleg észak-európaiak és franciák (legtöbbjük párizsi), akik nyugdíjazáskor a meleg, napos vidéken telepednek le. Okcitániában a lakosság 20%-a nem helyi származású, de ez a szám Provence-ban több mint 30%.
A legjelentősebb okcitán lakosság Marseille-ben (807 071), Toulouse-ban (465 423), Nizza-ban (375 892), Bordeaux-ban(218 948) és Montpellier-ben (244 300) van. Meg kell említeni La Gàrdia enklávét Calabriában, Olaszországban, amelyet Okcitániához számolnak a számottevő okcitán nyelvű lakossága miatt. További helyek, ahova jelentős okcitán bevándorlás volt: San Sebastian, Baszkföld (az 1900-as évek elejére beolvadtak); Heilbronn környéke, Baden-Württemberg, Németország; Argentína; Uruguay; további latin-amerikai országok; Idaho és Oregon, USA. Ezek közül néhány helyen még élnek emberek, akik beszélik az okcitánt.

## A nyelv
Mivel Okcitánia nagy területet foglal el, és az okcitán nyelvoktatáshoz a lakosság többsége nem jut hozzá, a nyelvben lényeges táji eltérések vannak. Az észak-okcitán, a limousin, auvergnat és vivaro-alpin dialektusokat, a dél-okcitán a languedoc és provanszál dialektusokat, míg a gascon vagy nyugati-okcitán a landes, béarnais és kelet-gascon (az aránit beleértve) dialektusokat foglalja magába. 
A különböző dialektusok beszélői a következőképpen oszlanak meg: auvergnat 1 361 000 Franciaországban, gascon 435 000 Franciaországban és 6300 Spanyolországban, 2 486 000 languedoc Franciaországban, 11 000 limousin Franciaországban, 5400 Monacóban, 164 000 az okcitán völgyekben Olaszországban és egy ismeretlen számú provanszál Franciaországban.
A XIX. század végén dolgozni kezdtek a nyelv egységesítésén, és Joseph Roumanille Mistral, Frédéric Mistral és Felibritge létrehozták az első egységes (mistrali) helyesírást, ami a provanszáli dialektuson alapszik. Jelenleg a legelterjedtebben használt útmutató a klasszikus „alibertina”, amit Louis Alibert dolgozott ki a középkori okcitán alapján. Ezt a változatot támogatja az Okcitán Tanulmányok Intézete és az Okcitán Nyelv Tanácsa is. A francia mint egységes oktatási nyelv bevezetésével 1880-ban megszűntek a csak okcitán nyelven oktató iskolák, és ma az okcitánt rusztikus nyelvnek tartják, mivel leginkább az idősebb nemzedék, falusi környezetben őrizte meg. Hivatalosan védett nyelvként csak Val d’Aran-ban ismerik el, ahol a lakosság 62%-a beszéli a nyelvet. Az olasz állam védett nyelvvé nyilvánította, míg a francia egy javaslatot tett erre, de még nem kapott törvényes státuszt.
Az Okcitániában beszélt nyelvek az okcitán mellett Franciaországban a francia, arab és berber, a spanyol és katalán Val d’Aran, Spanyolországban, valamint olasz az okcitán völgyekben, Olaszországban és Monacóban.

## Történelem
Okcitánia már az őskor óta lakott volt, olyan fontos településekkel, mint Las Caus, Las Combarèlas, Les Eyzies-de-Tayac-Sireuil, Font de Gaume, Le Mas-d’Azil stb. Később a ligurok, ibérek és végül kelták foglalták el, akiknek legfontosabb törzse a gallok voltak. Gallia romanizálásával a II. században Okcitániában is bevezették a latin nyelvet. 475-ben a vizigótok hoznak létre egy államot, amely a frank Gallia és a provanszáli Gallia közti megosztottsághoz vezet, és ugyanakkor szorosabb kulturális kapcsolatokhoz a római Narbonesa és Terraconense tartományokkal.
A középkorban kiemelkedő volt az okcitán kultúra, főleg a trubadúr művészet formájában. De ez volt a vég kezdete, mivel a francia királyság a XIII. századi területi igényei az egész Okcitániára kihatással voltak. Ez vezetett a muret-i csatához, amiben úgy a katalánoknak, mint a franciáknak érdekük fűződött Okcitánia uralásához. A XIII. században a francia monarchia lassanként bekebelezte az összes okcitán területet. Ettől kezdve egyre fokozódik az okcitán nyelv elnyomása és helyettesítése a franciával, amit a francia forradalom csak felerősít.
A XX. században az okcitán nyelv  kisebbségi volta csak erősödik, és a második világháború csak fokozza a francia nemzetiségi érzelmeket.

## Vallás
Az okcitánok nagy többsége (75–90%) római-katolikus keresztény, de jelentős iszlám közösség van, és valamennyi protestáns és zsidó vallású is. Az ország kereszténységének hitében központi helyet foglal el a lourdes-i szentély, Szűz Mária jelenésének színhelye. A középkorban a katharizmusnak fontos szerepe volt Okcitániában.

## Gasztromómia
Az okcitán konyha a mediterrán konyha része, de tartalmaz katalán és olasz jellegzetességeket is. A körzet nagy kiterjedése miatt úgy a táj, mint a konyha, nagy változatosságot mutat. Tartalmazza a  mediterrán konyha és ízek alapvető elemeit, mint hús, hal, zöldség és olívaolaj, és ugyanakkor az atlanti konyháét is, mint sajtok, pástétomok, tejszín, vaj és általában a nagyobb fűtőértékű étkezés.
Néhány jól ismert földközi-tengeri étel a ratatouille, az aioli, a bouillabaisse, a golçat pan (kenyér olívaolajjal), saláták, valamint olajbogyó és bor alapú termékek. Jellemző az aromás fűszernövények használata, mint a petrezselyem, rozmaring, kakukkfű, oregánó és bazsalikom.

## Híres okcitánok
- Auguste Comte, a pozitivizmus megalapítója és a szociológia egyik kezdeményezője
- Frédéric Bazille, impresszionista festő
- Frédéric Mistral, okcitanista és okcitán nyelvű író, 1904. évi irodalmi Nobel-díjas
- Jean Dausset, immunológus orvos, egyetemi tanár, 1980. évi orvosi Nobel-díjas
- Jean Jaurès, szocialista politikus
- Michel de Montaigne, reneszánsz gondolkodó és politikus
- Pierre Bec, költő és nyelvész
- Peire Godolin költő
- VI. Raymond, Toulouse és Nîmes grófja
- Robert Lafont nyelvész, történész, költő, író, drámaíró, kulturális aktivista és politikus
- San Roque, aki a pestisfertőzöttek gyógyításának szentelte magát
- Georges Pompidou, a Francia Köztársaság elnöke 1969–1974
- Jean-Henri Fabre entomológus
- Bernadette Soubirous, a lourdes-i csoda eredete

## Fordítás
- Ez a szócikk részben vagy egészben  az   Occitans című katalán Wikipédia-szócikk fordításán alapul.  Az eredeti cikk szerkesztőit annak laptörténete sorolja fel. Ez a jelzés csupán a megfogalmazás eredetét és a szerzői jogokat jelzi, nem szolgál a cikkben szereplő információk forrásmegjelöléseként.